# Siegfried Bracke
Siegfried Bracke (ur. 21 lutego 1953 w Gandawie) – belgijski i flamandzki dziennikarz oraz polityk, w latach 2014–2019 przewodniczący Izby Reprezentantów.

## Życiorys
Studiował filologię germańską na Uniwersytecie w Gandawie. W 1981 został dziennikarzem związanym z publicznym nadawcą Vlaamse Radio- en Televisieomroeporganisatie. Początkowo pracował w radiu, a od 1990 w telewizji, zajmując się programami informacyjnymi i publicystycznymi
W 2010 odszedł z mediów, angażując się w działalność polityczną w ramach Nowego Sojuszu Flamandzkiego. W tym samym roku z ramienia tej partii uzyskał mandat posła do Izby Reprezentantów, cztery lata później z powodzeniem ubiegał się o reelekcję. 11 października 2014 objął stanowisko przewodniczącego niższej izby federalnego parlamentu, które zajmował do końca kadencji w 2019.